# Ni no Kuni
Ni no Kuni (二ノ国?) es un videojuego de rol desarrollado por la empresa japonesa Level-5 conjuntamente con el estudio de animación Ghibli, para Nintendo DS y PlayStation 3 originalmente, siendo lanzada posteriormente una versión "Remasterizada" con algunas mejoras gráficas para PlayStation 4 y Microsoft Windows en septiembre del 2019 junto con una versión para Nintendo Switch que no presenta la etiqueta "Remastered" y es considerada un port de la versión de PlayStation 3, siendo las empresas QLOC S.A.. y Engine Software. las encargadas de desarrollar estas versiones respectivamente.
La versión de Nintendo DS se titula Ni no Kuni: Shikkoku no Madōshi (二ノ国 漆黒の魔導士 lit. Ni no Kuni: El mago de color negro azabache?) y fue lanzada al mercado el 9 de diciembre de 2010, mientras que la versión de PlayStation 3 titulada Ni no Kuni: La ira de la Bruja Blanca (二ノ国 白き聖灰の女王 Ni no Kuni: Shiroki Seihai no Joō?,  lit. La segunda tierra: la reina de la sagrada ceniza blanca) salió a la venta en Japón el 17 de noviembre de 2011, y luego tras más de un año vio la luz en el 2013 tanto en América como en Europa, este título se mantiene en el lanzamiento para Nintendo Switch, PlayStation 4 y Microsoft Windows.
La versión occidental de PlayStation 3 fue publicada por Namco Bandai Games e incluye tanto voces en inglés como en japonés. Debido a los problemas que suponían traducir el Vademécum del Mago, no hubo planes para traer a occidente la versión de Nintendo DS, al menos de forma oficial. A pesar de ello, la edición estándar para PlayStation 3 fue lanzada al mercado junto con la edición especial del mismo, que contiene el libro mágico del videojuego a escala real y traducido en inglés, un peluche del personaje Drippy y códigos canjeables para PlayStation Store.

## Argumento
El jugador asume el rol de un niño de 13 años llamado Oliver, un residente de la ciudad de Motorville, cuya madre, Allie, muere después de rescatarlo de un accidente. Pasados unos días, un muñeco de peluche previamente dado a Oliver por su madre, cobra vida rompiendo el hechizo que le tenía preso y se presenta como un duende llamado Drippy, quien le da a Oliver un libro mágico -el Vademécum del Mago-, el cual le otorga el título de mago y el poder de viajar al mundo de Ni no Kuni -una realidad paralela a la nuestra-, donde el chico tendrá la oportunidad de devolverle la vida a su madre. Allí, Oliver encontrará identidades paralelas de las personas que conoce en su mundo natal y aprenderá los distintos hechizos para derrotar al malvado brujo Shadar, que amenaza con sumir en la oscuridad este peculiar mundo.

## Personajes

### Principales
- Oliver: Un sincero y alegre niño de trece años de edad que vive con su madre en Motorville y es un apasionado de la mecánica junto con su amigo, Philip. Tras el fallecimiento de su madre, Oliver conoce a Drippy y comienza una aventura como aprendiz de mago en el otro mundo con la intención de hacer que su madre vuelva a la vida.

- Drippy: Un pequeño duende con un farol en la nariz. Es de carácter noble y fiel, aunque muchas veces su opinión personal sale a la luz. Shadar lo convirtió en un peluche, pero la maldición se rompió cuando fue tocado por las lágrimas de Oliver. Drippy guía a Oliver paso a paso en su viaje al otro mundo para derrotar a Shadar. Se refiere así mismo como Drippy, el alto gran maestre de los duendes", y suele usar "¡bárbaro!" como muletilla.

- Estela: Una muchacha brillante y optimista con la que Oliver se encuentra en el otro mundo. Le encanta la música y se especializa en crianza de únimos. También es la hija del Sabio Rashid y el alma gemela de Marta.

- Jairo: Un tramposo, estafador y ladrón, que se rebajará a incluso el más cobarde de los medios para salir adelante. Se le ve por primera vez robando y espiando a Oliver y sus amigos. Pero al poco de conocerse, será un importante aliado en la causa de vencer a Shadar.

- Donovan: un chico misterioso amigo de Oliver, alegre y motivador siempre esta dispuesto a echar una mano a Oliver en todo momento, amigo de Evan.

### Secundarios
- Allie:  La madre de Oliver. Es muy amable y afectuosa con su hijo. Su frágil salud hizo que perdiera la vida tras salvar a Oliver de caer al río en un accidente. Oliver viaja al otro mundo con la intención de traerla de vuelta, rescatando a la sabía Alicia.

- Alicia: Una de los cuatro grandes sabios del otro mundo y el alma gemela de Allie. Hace tiempo, Alicia se enfrentó a Shadar, pero cayó derrotada y atrapada en un artefacto llamado "Jaula de Almas". Oliver tiene la esperanza de que, si libera a Alicia de su prisión, su madre, Allie, volverá a la vida.

- Rashid: Uno de los cuatro grandes sabios del otro mundo y padre de Estela. Retó a Shadar, pero al perder la batalla, el Mago Oscuro descorazonó a Estela. Desde entonces, Rashid dejó la magia a un lado y vive como mercader de babanas, cuidando también de su hija.

- Príncipe Marcassin: Uno de los cuatro grandes sabios del otro mundo y príncipe de la monarquía de Porcinia. Es bastante apuesto y con modales dignos de su realeza. Y aun siendo el más joven de los sabios, tiene un gran potencial con la magia.

- Reina Frida: Una de los cuatro grandes sabios del otro mundo y reina de la ciudad de Xanadú. Desde que su reino fue destruido y enterrado en el océano por Shadar, no se sabe si Frida sigue con vida.

- Rey Timoteo XIV: El monarca felino del reino de Villa Cascabel. No tiene buena mano con la magia, pero lo compensa siendo un rey bastante extrovertido y honorable. Su alma gemela es el gato de la Sra. Leila.

- Vacalifa: Es la soberana del reino de Al-Mugid y el alma gemela de la Sra. Leila. Es una dama gigante y de apetito considerable, pero de buena voluntad. Se dice que "en su juventud" su belleza era inigualable.

- Kublai: Capitán de los piratas del aire. Es famoso por su mala reputación, su tripulación aérea y no menos importante, domar dragones.

- Sra. Leila: Una simpática residente de Motorville y amiga de la madre de Oliver. Tiene un gato como mascota y regenta una pequeña tienda de alimentación en el centro de la ciudad.

- Philip: El mejor amigo de Oliver en Motorville, a pesar de que siempre se está burlando de él. Es un auténtico maestro de la mecánica y sueña con crear su propio vehículo, compartiendo su afición con Oliver.

### Antagonistas
- La Bruja Blanca: Una misteriosa hechicera y la principal antagonista de la historia. Ella y su sirviente loro, Apus, observan cada movimiento de Oliver, pero sus verdaderas intenciones siguen siendo un misterio.

- Shadar, el Mago Oscuro: Un erudito de la magia que ha estado robando las virtudes que albergan el corazón de las personas, dejándolos descorazonados. También ha prohibido la magia en El otro mundo y la gente le teme con solo mencionarle. Mantiene como prisionera a Alicia y vencerle puede ser la clave para salvarla, y a su vez, también a la madre de Oliver.

- Los Zodiarcas: Se trata del consejo que custodia y decide el destino del mundo.La Bruja Blanca es su líder portavoz y, excluyéndola, está formado por 12 miembros (haciendo referencia a los doce animales del zodiaco chino).

## Recepción
Ni No Kuni ha llegado ya a los 1,4 millones de unidades en todo el mundo. Así lo ha anunciado Namco Bandai Europa, satisfecha con las ventas del juego de Level 5 que está disponible en Playstation 3 y que recibió una versión para Nintendo DS solo en Japón. El título salió en España en enero de 2013, solo en la consola de Sony.
Olivier Comte, vicepresidente de Namco Bandai Games Europa asegura en un comunicado que están "muy orgullosos de poder anunciar que Ni no Kuni no solo ha sido un éxito de crítica sino que ha vendido en torno a 1'4 millones de copias". En dicho comunicado explica también que ha tenido una gran acogida en Europa, Oriente Medio y Australia y destaca que son "unas ventas fantásticas" para un juego de rol japonés.